# Sonne und Stahl

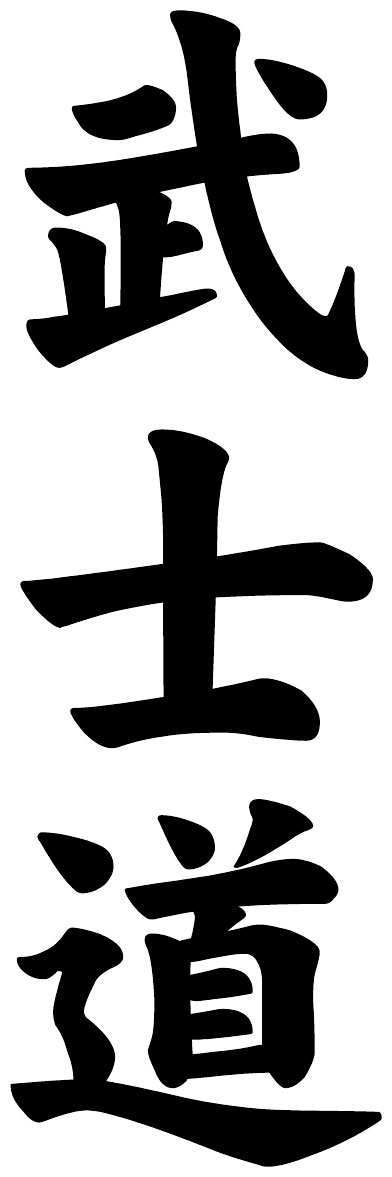
Bushidō, der Kodex der Samurai, ist die primäre Inspiration für Mishimas Körperkult.

Sonne und Stahl (jap. 太陽と鉄, Taiyō to tetsu) ist ein am 20. Oktober 1968 veröffentlichter autobiografischer Essay von Yukio Mishima.
Zentraler Betreff des Essays ist Mishimas Beziehung zu seinem eigenen Körper und vor allem seine Philosophie der Harmonie zwischen Feder und Schwert. In diesem Zusammenhang reflektiert der Autor seine persönlichen Erfahrungen zu Bodybuilding und Kampfkunst und damit einhergehend seine Persönlichkeitsfindung in den letzten zehn Lebensjahren. Mishima schildert in Form komplexer Metaphern seine Entwicklung vom introvertierten, intellektuell versperrten „Mann der Worte“ zu einem „Mann der Taten“.
Anders als der Titel vermuten lässt, handelt es sich bei Sonne und Stahl nicht um eine Umschreibung des täglichen Lebens eines Bodybuilders. Stattdessen beinhaltet der Essay eine Reihe philosophischer Erwägungen, insbesondere die des Todes als ultimatives Erlebnis der Schmerzen. Dieses Motiv ist auch in Werken anderer bekannter Autoren wie John Keats, Richard Wagner, Walt Whitman oder Friedrich Nietzsche zu finden.
Der Essay wurde ab dem letzten Quartal 1965 kapitelweise im Criticism publiziert, einem japanischen Literatur-Magazin des Literaturkritikers und nationalistischen Propagandisten Takeshi Maramatsu. Das letzte Kapitel erschien im Juni 1968, gefolgt von einer internationalen Vollbuchveröffentlichung am 20. Oktober 1968. Folglich umfasst der Essay auch Mishimas wechselnde Gedankengänge über den Zeitraum von drei Jahren und ordnet ältere Kapitel neu ein.
Obgleich ein kommerzieller Erfolg, wurde dem Essay bei seinem Erscheinen keine vergleichbare Aufmerksamkeit geschenkt wie dem fiktional-literarischen Wirken des Autors. Erst nach Mishimas gescheitertem Putschversuch auf das militärische Hauptquartier und seinem anschließenden rituellen Selbstmord griffen Historiker und Analytiker auf das Werk zurück, um Mishimas Motivation einordnen zu können. Sonne und Stahl wurde dadurch post mortem ein Verkaufsschlager und gilt nunmehr als eine der bedeutendsten Schriften im Werk des Autors.

## Inhalt

### Einleitung
Direkt zu Anfang macht Mishima klar, dass wenngleich der Essay auch ihn als Person betrifft, er das „Ich“ im Essay nicht direkt auf sich bezieht. Stattdessen handelt es sich bei dem „Ich“ um ein universelles Konzept. In der weiteren Zusammenfassung ist demnach nur noch von „dem Autor“ die Rede.
Der Essay beginnt mit einer zentralen These: Wörter seien ätzend und wie jedes ätzende Material – z. B. Magensäure – zerfressen sie am Ende sich selbst. Wörter brauchen nicht die Realität widerzuspiegeln, die Realität findet sich im Körper. Der Zweck von Wörter liegt darin, die Realität zu abstrahieren; nur durch Abstraktionen ist der Verstand in der Lage, die Realität zu verstehen. Im Prozess ändern Worte die Realität. Als der Autor jünger war, befand er sich deshalb selbst im Irrglauben, sein Körper sei eine Realität, die mit seinem Selbst nicht zusammenhängt. Als er eines Tages Straßenkünstler beim Bodybuilding beobachtet, kommt ihm die Idee, Sonne und Stahl als Metonyme für den Geist und den Körper zu verwenden.
Mit Sonne und Stahl legte sich der Autor die Schwierigkeit auf, die Entdeckung seines Körpers mit Worten zu beschreiben. Da Worte aber ätzend sind, abstrahieren sie und folgend verstecken sie die Realität eher, als dass sie sie offenlegen. Weil er Worte benutzen muss, um Erfahrungen zu beschreiben, die Worte übersteigen, ist das Buch durchgängig mystisch und stellenweise schwer zu verstehen. Um seine Thesen dennoch greifbar zu machen, zählt er die signifikantesten Erfahrungen seines Lebens auf und erläutert deren Bedeutung.

### Himmel und Sonne als Symbole der Tragik und des Todes

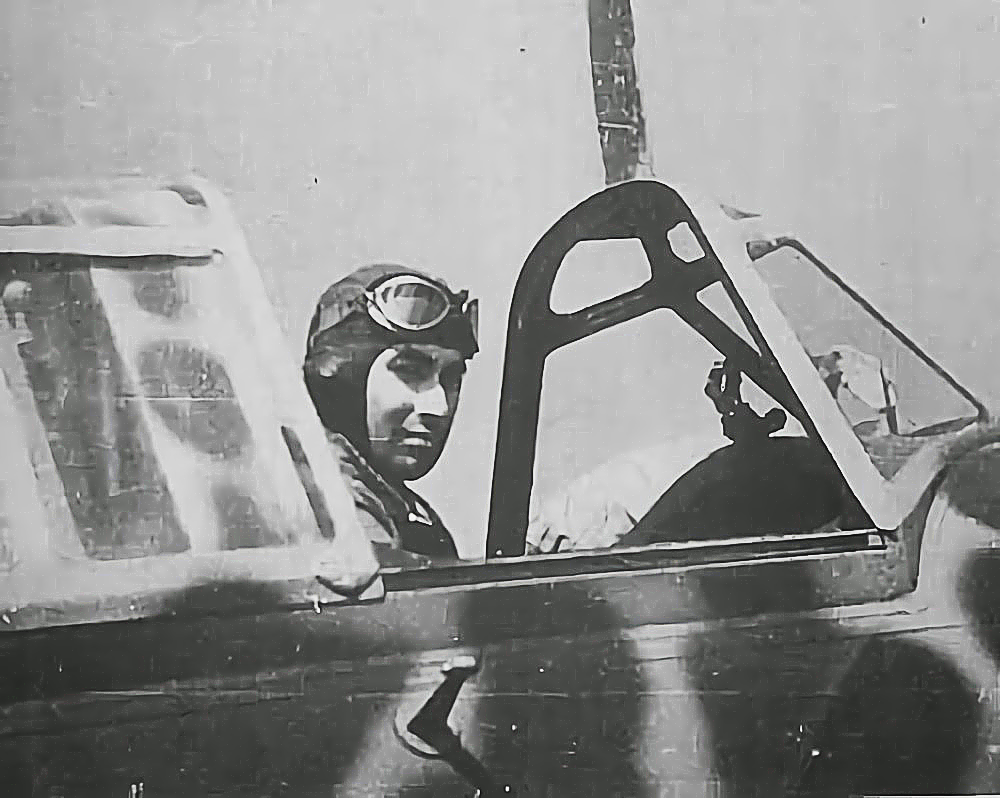
Ryō Kurusu, ein Pilot in der japanischen Luftwaffe.

Die erste Erfahrung handelt von einer Gruppe junger Männer, die während einer religiösen Zeremonie einen schweren Schrein durch die Straßen Tokios tragen. Obwohl ihre Körper angespannt sind und sie evident erschöpft sind, sieht man Glück in den Gesichtern der Männer. Beim Tragen schauen sie in den Himmel, der durch seine Assoziation mit dem Ableben ein Sinnbild der Tragik ist. Eine untrainierte Person wäre nicht in der Lage, die Arbeit der Schreinträger zu erledigen und ihm bleibt somit auch der Zugang zu der ultimativen Tragik verwehrt, die erst durch die physische Anstrengung bewusst gemacht wird. Der Autor glaubt, dass seine Fixierung auf Wörter diesen Zugang erschwert hat.
Die nächste einschneidende Erfahrung des Autors ist seine erste bewusste Wahrnehmung der Sonne im Sommer 1945, dem „Sommer der Niederlage.“ Während seines Trainings für die Aufnahme in die Streitkräfte sieht er, wie die Sonne auf den Flügeln der Kriegsflugzeuge glitzert – solche Flugzeuge, die bewusst für Zerstörung und Tod gebaut wurden. Die Sonne wird seither für den Autor ein Symbol für den Tod und damit ein wichtiges Element des Himmels, der ein Symbol der Tragik ist.
Der Autor bemerkt, dass er aus Angst vor der Sonne und dem ihr innewohnenden Tod zunehmend nachtaktiv wurde. Um ihr zu entgehen, vertieft er sich in seine Bücher. Er umgibt sich nur noch mit Gleichgesinnten seines literarischen Kreises, die ähnlich „gestört“ waren. Alle dieser Literaten hatten „schlaffe Bäuche“ und lebten wie der Autor ein Leben für den Geist, anstatt für den Körper. Dieser Trugschluss wohnte dem Autor schon seit seiner Kindheit bei. Während andere Säuglinge ihre Existenz zunächst rein physisch ausleben und erst später ihren Geist in Form von Gedanken, Ideen und Wörtern wahrnehmen, war es beim Autor umgekehrt.
Der Autor bittet den Leser, sich einen Apfel vorzustellen. Die Haut des Apfels ist als einzige sichtbar, aber im inneren liegt sein eigentlicher Kern. Um eine wahre Existenz zu fühlen, muss der Kern mithin sichtbar, ergo aufgeschnitten werden, um den Kern zu präsentieren. Nur so kann der Kern, als Sinnbild für den menschlichen Geist, gesehen werden und selbst sehen. Dieser Moment, sein Tod, ist folglich der Höhepunkt der Existenz des Apfels. Gleichsam kann die wahre Natur des Menschen erst durch seinen Tod sichtbar werden.

### Kraftsport und Gruppenidentifikation
Als Kontrapunkt zu seinem nachtaktiven Selbst, beginnt der Autor mit Kraftsport und entwickelt eine enge Verbindung zu dem Stahl. Er versteht, dass die physische Transformation des Körpers bemerkenswert ähnlich zu der des Geistes ist – auch der Geist kann nur expandieren, wenn er kontinuierlich mit immer härteren Fragen konfrontiert wird; ebenso wachsen Muskeln nur, wenn sie kontinuierlich mit immer schwierigerem Gewicht konfrontiert werden. Stärke und Stahl seien unabhängig und dadurch verwandt zur Bedingung eines Individuums, um in der Welt zu leben. Dieses Konzept nennt der Autor die „Sprache des Körpers.“ Der Autor gesteht, dass er sich nach einem frühen Tod sehnt und intellektuell in der Nachkriegswelt unterfordert ist.
Der Autor realisierte, dass ihm für einen echten, tragischen Tod die Identifikation mit einer Gruppe fehlt. Vermehrt interessiert er sich für die japanischen Kamikazeflieger. Diese haben ihren Körper bereits bis aufs Äußerste trainiert, um Flieger werden zu können. Durch ihre Todespoeme haben sie auch mit ihren Worten die Tragik auf ein Hoch gebracht. Die Flieger gibt es zwar nicht mehr, sie halten dem Autor aber vor, nach welcher Gruppe er sich sehnt: den Kriegern. Er beschreibt die aus Hartholz gefertigte Eingangshalle des Anwesens eines Samurai an einem kalten Wintertag: das Samurai-Anwesen steht für Stabilität, Solidarität und japanische Tradition; der kalte Wintertags steht für Minimalismus und den Tod; das Hartholz symbolisiert das Bodybuilding. Um die Szene zu komplettieren, wird das Holz aufgeschnitten und präsentiert seine „Muskulatur“, außerdem wird es poliert und repräsentiert Perfektion. Der Autor erinnert den Leser an eine frühere Lektion: nicht bloß das zu verbildlichen, das die Worte schildern, sondern auch das, was sie nicht schildern. Der Samurai wird nämlich gar nicht erwähnt, es ist nur von seinem Anwesen die Rede. Genauso ist das Anwesen, das in seiner Fülle die Kombination das Idealbild Mishimas verkörpert, nur ein Konzept, eine Anreihung an „Worten.“ Um diese Worte zu transformieren, muss der Samurai das Anwesen betreten; die Worte müssen folglich zu Taten werden.

### Ein „ehrenwerter Tod“
Der Autor verweist den Leser darauf, dass nun der letzte Teil des Puzzles eingesetzt wurde: die Tragik eines Selbst wurde nun mit der Tragik einer Gruppe fusioniert. Dies sei ein notwendiger Schritt vor dem eigenen Ableben, denn nur für einen Selbst den tragischen Tod zu sterben, wäre ein egoistischer und sinnloser Tod. Wenngleich der Autor eine Vielzahl an „höheren Gründen“ anerkennt, durch die der Tod ein „ehrenwerter Tod“ wird, schließt er für sich persönlich einen religiös motivierten Tod aus. Für den Tennō hingegen zu sterben – der als direkter Repräsentant Amaterasus Japan verkörpert – ist ein „höherer Grund“ für den sich der Autor entscheiden möchte: er stirbt folglich für die japanische Kultur.

### Epilog:F–104
Im Epilog der Erzählung beschreibt der Autor die Vorstellung, in einem Lockheed F-104 um den Fuji zu fliegen. Die Erfahrung ist einschneidend, da sie dem Autor ermöglicht, die Sonne und Wolken näher betrachten zu können. Er vergleicht die Wolken mit einer Schlange, die ihren eigenen Schwanz verschluckt. Ähnlich wie die Schlange alle Polaritäten verschwinden lässt, glaubt der Autor, dass auch Sonne und Stahl eins werden, wenn sie von der Erde entfernt sind.

### Gedicht:Ikarus

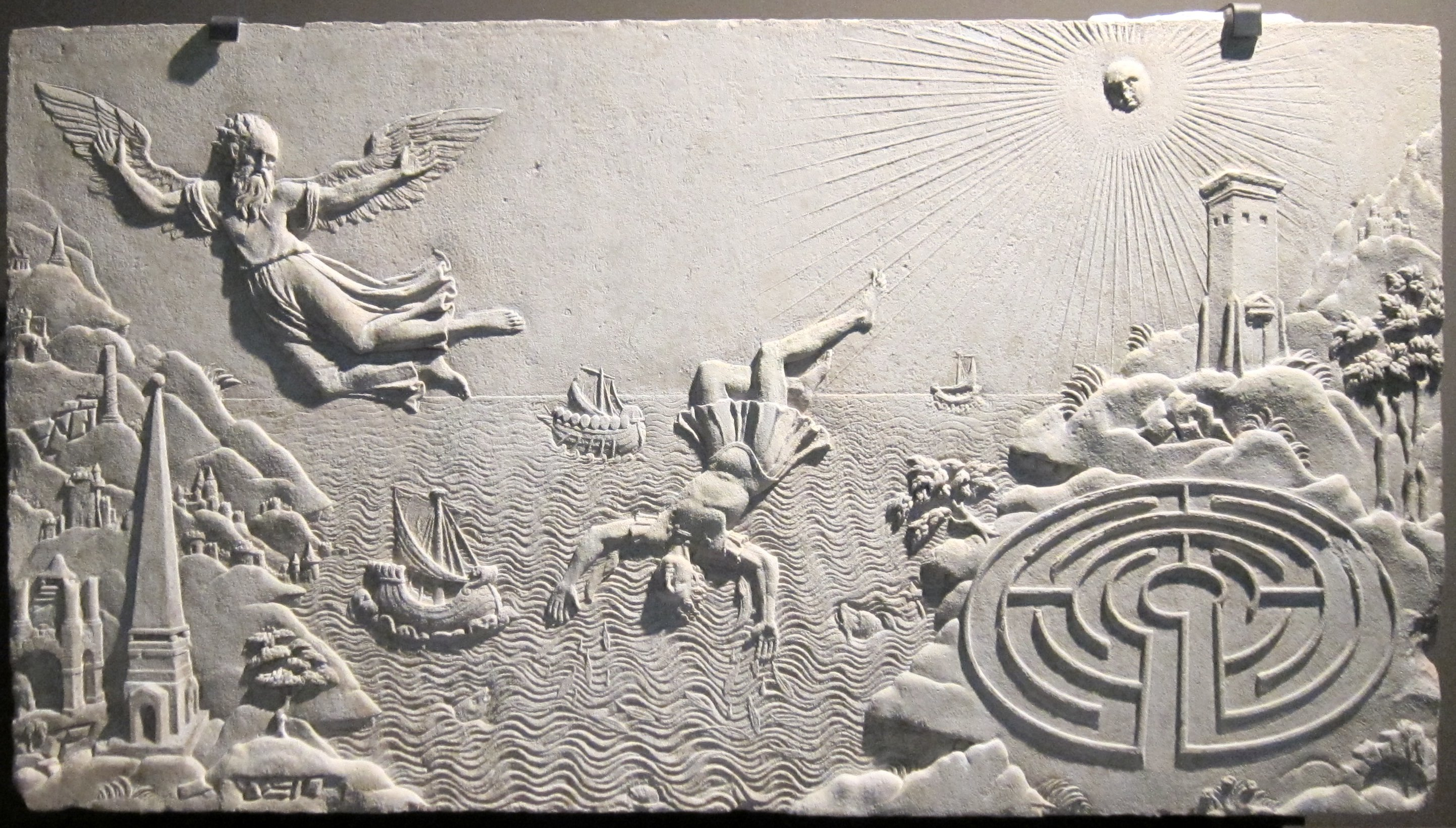
Der Fall des Ikarus, Musée Antoine Vivenel, 17. Jh.

Der Essay wird durch ein kurzes Gedicht mit dem Namen Ikarus beendet, benannt nach der gleichnamigen Gestalt aus der griechischen Mythologie, die zum Himmel hinaufsteigen sollte, aber scheiterte und starb, weil die Sonne seine Flügel verbrannte. Das Gedicht besteht aus sechzehn Zeilen, vierzehn davon in Fragestellung. Nach einer langen Erklärung seines Lebens, stellt Mishima – ab hier wieder unter seinem Namen – fest, dass er wie Ikarus gescheitert ist. Genauer ist sein Wunsch, sein Wesen durch Worte auszudrücken in den letzten Jahren kläglich gescheitert. Die einzige Möglichkeit, die Fragen des Gedichtes zu beantworten, ist somit die Tat. Er ist nunmehr ein „Mann der Taten“.

## Aufbau
Sonne und Stahl ist in drei ungleichmäßige Teile aufgeteilt. Den Hauptteil bildet ein langer Essay, in dem Mishima seine eigene Lebensgeschichte mit Fokus auf seine intellektuelle, spirituelle und physische Entwicklung Revue passieren lässt. Dem folgt ein kürzerer Essay Epilog – F104, in dem er einen Flug am Fuji beschreibt. Sein kurzes Gedicht Ikarus rundet das Werk ab.

## Themen

### Schmerz wahrnehmen und wertschätzen

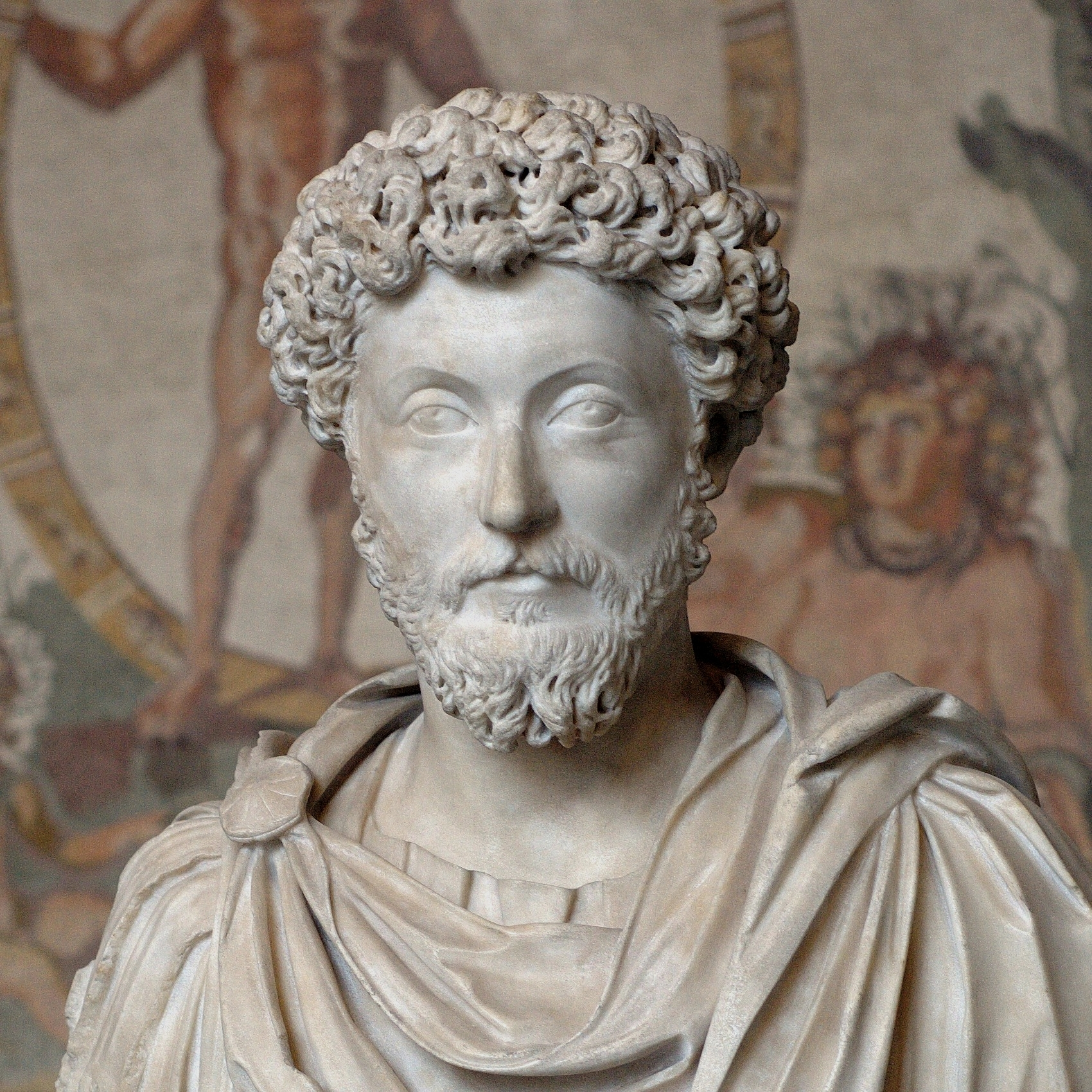
Mark Aurel begründete in Selbstbetrachtungen die Theorie der Unbequemlichkeits-Konfrontation.

Ganz nach seinen Vorbildern der Stoa empfindet Mishima Kraftsport als notwendiges Mittel, die damit einhergehenden Schmerzen wahrzunehmen und wertzuschätzen. Kraftsport bedeutet, bewusst Unbequemlichkeit zu konfrontieren und sich zu versichern diese Unbequemlichkeit zu meistern. Die Idee entstammt ursprünglich Mark Aurels Selbstbetrachtungen, dort beschreibt er seine Vorstellung, wie Unannehmlichkeiten besser bewältigt werden können: indem sich das Individuum bewusst mit Unannehmlichkeiten konfrontiert, sich aber bereits vorher zuredet, mit diesen fertig zu werden, lernt es, diese Unannehmlichkeiten wertzuschätzen. Geht es einen anderen Weg und setzt sich nicht bewusst Unannehmlichkeiten aus, wird es von diesen erschlagen. Mishima bezieht dieses Konzept auf den Kraftsport. Er selbst beschreibt seine eigene Erfahrung folgendermaßen:

„Als mein Körper Muskeln und in Folge Stärke erlang, wurde in mir graduell eine positive Akzeptanz des Schmerzes geboren. Mein Interesse an physischem Leiden vertiefte sich.“

Mishimas Verständnis des Schmerzes übersteigt jedoch dem der stoischen Gelehrten. Er betrachtet ihn als einzige physische Expression des Bewusstseins. Schmerz ist dem Geist omnipräsent und sobald er zu spüren ist, ist es unmöglich ihn zu ignorieren. Dies unterscheide den Schmerz von allen anderen Gedanken. Darauf aufbauend sieht Mishima die ultimative Erfahrung von Schmerz und Leid im Tod.

### Der Körper als Ausdrucksform und Repräsentant des Selbst
Mishima beklagt, dass durch die künstliche Aufteilung des Geistes und Körpers in zwei gegensätzliche Entitäten, der Irrglaube entstanden sei, lediglich der innere Charakter wäre des Individuums Ausdrucksform. Intellektuelle betrachten das Selbst als deckungsgleich mit dem Geist, während der Körper lediglich die Hülle ist, in der sich das Selbst befindet. Mishima stellt dieses Konzept in Frage und behauptet, dass der Körper ebenso Ausdrucksform des Selbst ist:

„Als ich über die Natur des „Ichs“ sinnierte, erlangte ich die Erkenntnis, dass das besagte „Ich“ exakt mit dem physischen Platz korrespondiert, den ich einnehme. Wenn mein Selbst meine Wohnung ist, dann ähnelt mein Körper einem Garten, der sie umzäunt. Diesen Garten kann ich entweder im Rahmen seiner Möglichkeiten pflegen oder dem Unkraut überlassen.“

Mishima weist darauf hin, dass – durch die schiere Unmöglichkeit den Geist zu visualisieren – der Gedanke an eine Person zwangsläufig mit deren äußerem Erscheinungsbild verbunden ist. Der Geist möchte Ideen und Handlungen in Form von Körpern visualisieren. Anhand des Körpers wird ausgedrückt, wie sehr das Selbst den symbolische Garten pflegt. Den Einwand, das Äußere und der Körper seien außerhalb der Kontrolle des Individuums, gesteht sich Mishima teilweise ein. Zugleich besteht er darauf, dass die Pflege des Gartens dennoch immer innerhalb der individuellen Möglichkeiten stattfinden kann und somit selbst für die Geplagten ein Ausdruck des Selbst bleibt:

„Ich hatte die Freiheit zu wählen, doch diese Freiheit ist nicht so offenkundig wie es scheint. Viele gehen so weit und bezeichnen den Garten ihrer Behausung als Schicksal.“

### Kraftsport für einen romantischen Tod
Wie schon in vielen seiner fiktionalen Werke, gesteht Mishima seinen Wunsch, eines romantischen und „ehrenwerten Todes“ zu sterben. Der Gedanke des ehrenwerten Todes geht dabei auf das Hagakure zurück und umfasst sowohl den Gedanken, einen sinnvollen Tod für ein „höheres Ziel“ zu sterben – im Falle von Mishima ein Tod für die japanische Kultur und in seinem physischem sowie geistigen Optimum zu sterben. Nur wenn diese Komponenten verbunden sind, ist die höchste Form des Todes erlangt. Mishima beschreibt seine Entwicklung des Konzeptes folgend:

„Ich hegte einen romantischen Impuls zum Tod, gleichzeitig benötigte ich einen strikten, klassischen Körper als seinen Träger. Ein seltsamer Einschlag vom Schicksal erweckte in mir die Sorge, dass mein romantischer Impuls aufgrund meiner fehlenden physischen Qualifikationen unerfüllt blieb. Ein mächtiger, tragischer Rahmen und skulpturgleiche Muskeln waren notwendig für einen romantischen, ehrenwerten Tod. Jede Begegnung des Todes mit schwachem, schlaffen Fleisch erschien mir sinnwidrig unangemessen.“

Dieses Konzept zog sich durch Mishimas gesamte literarische Karriere und korrespondiert mit seiner Abneigung gegenüber dem Altern.

### Die ätzende Wirkung des Wortes
Mishima vergleicht Worte und Schreiben mit ätzender Magensäure. Genauso wie diese am Ende den eigenen Magen zersetzen kann, verzerren Worte am Ende die Realität. Realität findet sich im Äußeren, im Körper, nicht im gesprochenen Wort. Deswegen erachtet es Mishima als wichtig, die „Sprache des Körpers“ zu lernen und sich nicht völlig engstirnig nur dem Wort hinzugeben. Anderenfalls verfiele man in den destruktiven Prozess, die Realität durch Worte und Ideen zu trüben und in einer Illusion zu leben.
Diese These karikierte Mishima bereits zuvor durch linken Gruppierungen und vor allem den linksradikalen Zengakuren in seinem Essay Eine politische Ansicht (1960). Durch „utopische Ideologien“ wie die der Frankfurter Schule werden durch Worte und Ideen Szenarien gesponnen, die sich nicht mit der Realität vertragen. Tragischerweise seien vor allem die linken Intellektuellen der ätzenden Wirkung des Wortes zum Opfer gefallen, sodass sie in einer „ideologisch verengten Fantasiewelt“ lebten.
Die ätzende Wirkung des Wortes und seine Eigenschaft, die Realität zu verhüllen, greift auch in Mishimas persönliches Leben ein. So beschreibt er, dass ihn das „Ideal heroischer Schönheit“ schon immer fasziniert habe, doch anstatt diese durch den Körper anzustreben, strebte er die Schönheit durch Worte an. Hier meint Mishima, sei er selbst Opfer der Realitätsverhüllung durch Worte geworden. Nur die physische Schönheit sei letztlich real, die Schönheit, die Worte rekreieren, sind höchstens Imitationen von Schönheit.

## Zitate

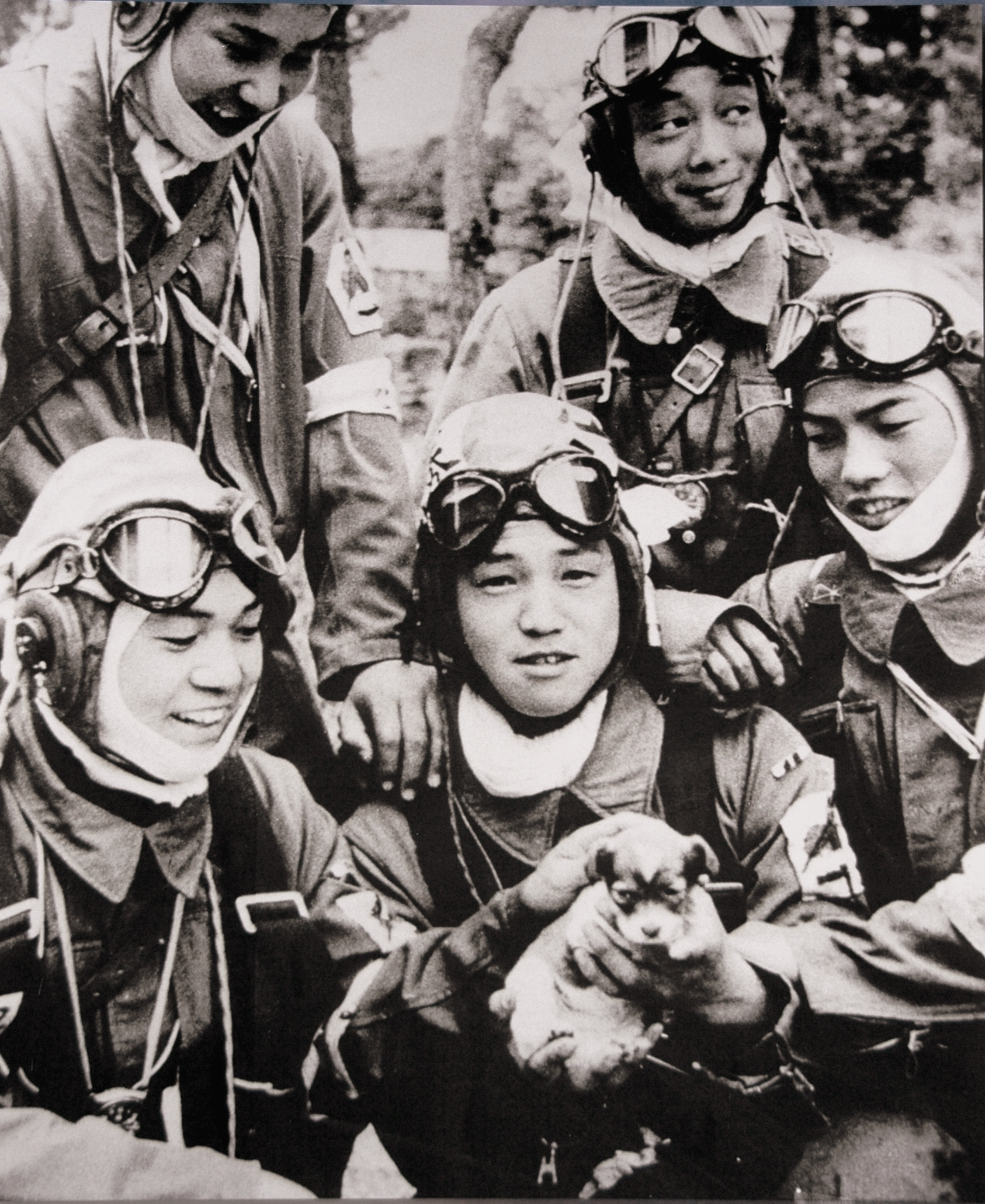
Japanische Kamikazepiloten wie die Shimpū Tokkōtai hinterließen bei Mishima einen bleibenden Eindruck und verursachten seine Assoziation der Sonne mit dem Tod.

### Aus dem Hauptessay
Hinsichtlich seiner Kindheit gesteht sich Mishima zu, mehr zum Intellektuellen als zum Physischen geneigt gewesen zu sein. Dieses Bild veranschaulicht er anhand einer Holzsäule und weißen Ameisen:

„Meine Erinnerungen an Wörter reichen viel weiter zurück als meine Erinnerungen an das Fleisch. Bei den meisten Personen, denke ich, geht der Körper der Sprache voraus. In meinem Fall kamen die Wörter zuallererst; dann, verspätet, in jedem Auftreten mit extremer Zurückhaltung und bereits in geistige Konzepte umhüllt, kam das Fleisch. Es war selbstverständlich durch die Worte bereits verschändelt. Zuerst kommt die Holzsäule, dann die weißen Ameisen, die an ihr nagen. Bei mir waren die weißen Ameisen schon am Anfang da und die Holzsäule kam nur langsam zum Vorschein, bereits zur Hälfte aufgegessen.“

Der Zweite Weltkrieg hinterließ bei Mishima einen bleibenden Eindruck. Nachdem Mishima im Sommer 1945 die Sonne mit dem Tod in Verbindung brachte, zieht er sich bewusst zurück, konzentriert sich nur noch auf seinen Geist und verbringt seine Zeit mit Lesen und Schreiben:

„In der Tat liebte ich meine Grube, mein düsteres Zimmer, die Oberfläche meines Tisches mit seinem Stapel von Büchern. In der Tat liebte ich die Introspektion, in der Tat verhüllte ich mich im Nachdenken. Mit welchem Entzücken lauschte ich dem Rascheln gebrechlicher Insekten im Dickicht meiner Nerven.“

Erst nachdem er mehrere Jahre in der Gesellschaft Intellektueller verbringt, die das Sonnenlicht scheuten und ihrem Körper keine Aufmerksamkeit schenkten, entdeckte Mishima den Wert physischen Trainings. Er realisiert, dass der Körper gepflegt werden muss, um die Entwicklung der Gedanken zuzulassen:

„Die Natur des Stahls ist seltsam. Ich merkte, als ich das Gewicht stückweise erhöhte, der Effekt dem einer Waage ähnelte: die Masse an Muskeln auf der anderen Schale erhöhte sich proportional, so als obliege dem Stahl die Pflicht eine strikte Balance zwischen beiden zu halten. Die langsame Entwicklung war bemerkenswert ähnlich dem Prozess der Bildung, bei dem das Gehirn intellektuell mit zunehmend schwierigeren Fragen gefüttert wird.“

### AusEpilog – F-104
Am Ende des Essays, rekapituliert Mishima eine Erfahrung in einem F-104-Flugzeug. Er sieht das Flugzeug als Phallus und den Flug als eine Art der Befruchtung. Seine Motivation für den Flug war, einen Ort zu finden, an dem Körper und Geist verbunden sind. Dies sei ihm gelungen:

„Das silberne Gefährt im Himmel war mein Gehirn und seine Immobilität der Stand meines Geistes. Das Gehirn war nicht mehr durch unnachgiebige Knochen geschützt, sondern wurde durchlässig, wie ein Schwamm auf der Wasseroberfläche. Die innere und äußere Welt sind ineinander eingedrunken, wurden komplett austauschbar.“

## Hintergrund

### Schreibprozess

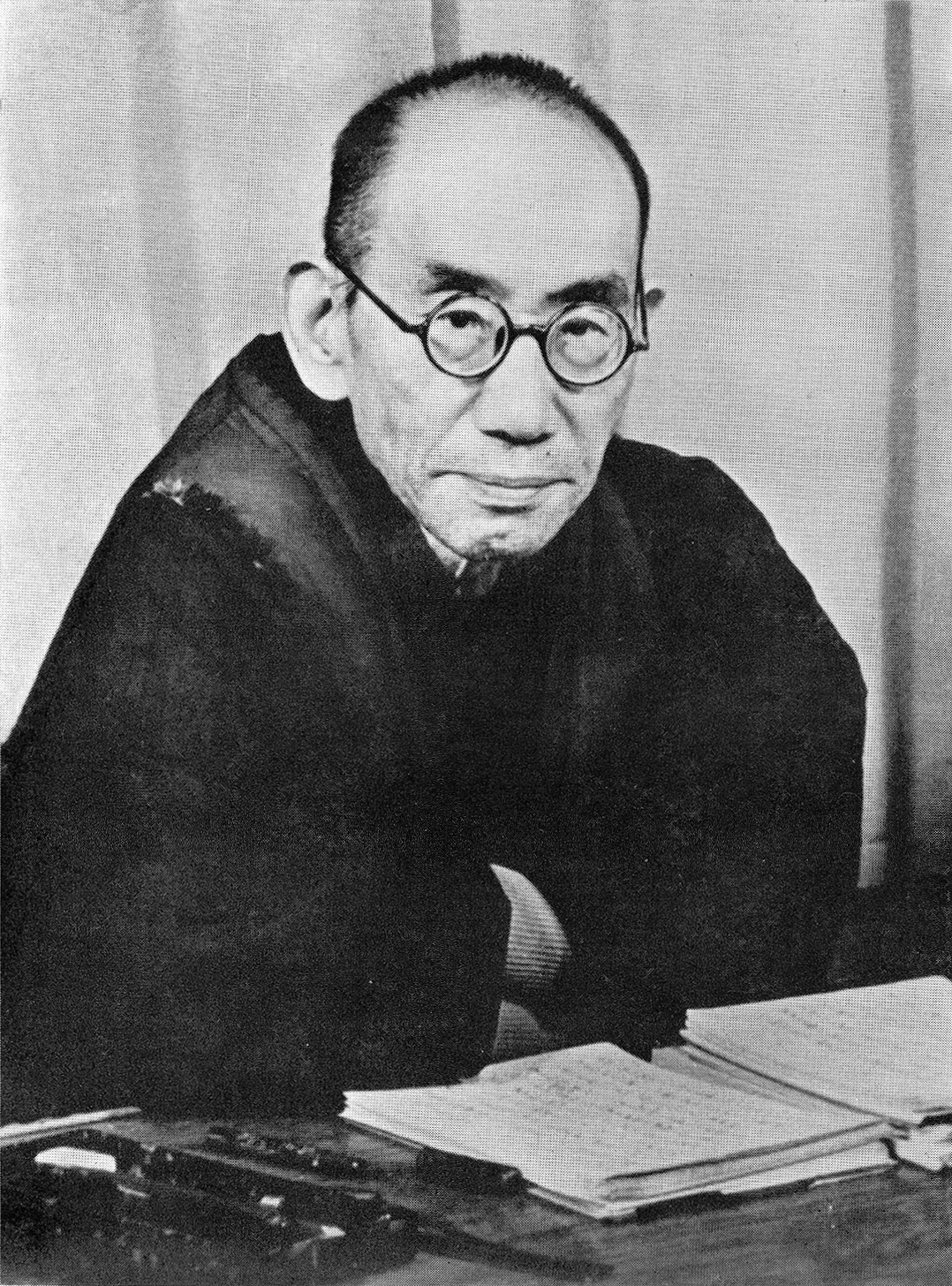
Kitarō Nishida, Begründer der modernen japanischen Philosophie.

Mishima beschrieb Sonne und Stahl als einen Essay, der viel Zeit in Anspruch nahm, da es ihm ein Anliegen war seine „Literatur, Handlungen und die Beziehung zwischen Geist und Körper aus einer möglichst objektiven Sicht zu analysieren.“
Mit Ausnahme von Shun Akiyama und Aromu Mushiake, kritisierten die meisten japanischen Intellektuellen Mishima für seine „Geringschätzung des Wortes.“ Seine These, das Gleichgewicht zwischen Körper und Geist führe zum Egotod und zur absoluten Selbstlosigkeit, hielten sie für „esoterisch.“ Im Gegenzug kritisierte Mishima das verengte Denken der japanischen Elite:

„Tatsächlich ist es zweifelhaft, ob der Einklang zwischen Geist und Körper zur Selbstlosigkeit führt. Sonne und Stahl ist eine Darstellung meines fast schicksalhaften dualistischen Denkens und eine Erzählung über die physiologische Notwendigkeit, dualistisches Denken zu entwickeln. Ich bin Dualist und fokussiere mich demnach gleichermaßen auf meine Literatur und meine Handlungen. Nur durch die Fusion meiner Dramatik und meines „politischen Extremismus“ entsteht meine kitarōsche Selbstidentität.“

### Chronologie der Veröffentlichung
Der Hauptteil des Essays erschien in zehn Kapitel im Critique-Magazin, beginnend mit der Novemberausgabe 1965 und abschließend mit der Juniausgabe 1986. Der Kurzessay F–104 (später: Epilog – F-104) wurde in der Februarausgabe des Bungei-Magazins publiziert. Eine überarbeitete Fassung von F–104 und zugleich die Fassung der Buchausgabe erschien am 14. März 1967 wiederum bei Bungei. Das Gedicht Ikarus schrieb Mishima exklusiv für die Vollbuchveröffentlichung von Sonne und Stahl bei Kōdansha im Oktober 1968.

## Überschneidungen zu anderen Werken Mishimas
Das zentrale Thema des Essays, das Erfüllen der Tragik durch einen gewaltsamen Tod, thematisierte der Autor in mehreren seiner fiktionalen Geschichten. Am prominentesten erschien es in seiner Kurzgeschichte Patriotismus, einer Erzählung über den jungen Leutnant Shinji, der sich durch das Dilemma entweder seine Freunde oder sein Land verraten zu müssen, entscheidet Seppuku zu begehen. Auch in Unter dem Sturmgott begeht der Protagonist am Ende Seppuku.

## Übersetzungen
- englisch: Sun and Steel. Übersetzt von John Bester. Kodansha International, Tōkyō 1970
- italienisch:
  - Sole e acciaio. Übersetzt von Adrian Popa. Edizioni del Borghese, Mailand 1972
  - Sole e acciaio. Übersetzt von Lydia Origlia. Ugo Guanda Editore, Mailand 1982
- französisch: Le soleil et l'acier. Übersetzt aus dem Englischen von Tanguy Kenec'hdu. Gallimard, Paris 1973
- schwedisch:  Sol och stål. Übersetzt von Vibeke Emond. Ellerström, Lund 2006
- deutsch: Sonne und Stahl. Übersetzt aus dem Japanischen von Sabine Mangold. Mitteldeutscher Verlag, Halle 2023

## Kontemporäre Rezension
Die Reaktion zeitgenössischer Kritiker war gemischt. Aromu Mushiake lobte die Ästhetik des Schreibstils. Shun Akiyama bemerkte: „Mit leichter Inspiration durch Friedrich Nietzsche schafft Mishima ein völlig neue Betrachtungsweise.“ Tatsuya Morikawa würdigte Mishimas Absicht, die Ursache seines Körperkultes zu ergründen, bemängelte jedoch, dass das Werk keine neuen Erkenntnisse mit sich bringe. Ishikawa Jun beschrieb Sonne und Stahl als „wunderschöne Prognose seiner Reise von der Gegenwart in die Zukunft“, äußerte aber auch Bedenken hinsichtlich der politischen Implikationen, die das Werk mit sich ziehen könnte.
Kōichi Isoda äußerte Sorgen um Mishima: „Wenn er lyrisch über seine Liebe zum Kaiser redet, sieht das erst einmal humorvoll aus. Wenn man aber bedenkt, dass Mishima sich den Grenzen der Kunst offenkundig bewusst ist und er zugleich Skepsis gegenüber der Schöpfung äußert, fragt sich, was er als nächstes tun wird. Er beschreibt seinen Körper als einen, der eher für eine „Tragödie“ geeignet ist, als für eine „Komödie“? Gleichzeitig sagt er, der Kaiser sei unendlich?“ Im Hinblick auf Mishimas tatsächlichen Suizid zwei Jahre später, sollte diese Rezension in der japanischen Literaturszene noch häufiger besprochen werden.

## Adaption
In Paul Schraders Film Mishima – Ein Leben in vier Kapiteln wird der Kurzessay Epilog F-104 nachgestellt. Eingeleitet wird er durch den Schriftzug Sonne und Stahl.
Ein Lied auf dem Album Piece of Mind der Band Iron Maiden trägt den Titel Sun and Steel, thematisiert allerdings den Samurai Miyamoto Musashi.